# Provincies van Saoedi-Arabië
Saoedi-Arabië is onderverdeeld in dertien provincies, letterlijk administratieve regio's (enkelvoud: منطقة إدارية, minṭaqa idāriyya).
| Nr. | Provincie               | Hoofdstad | Oppervlakte | Opmerking                                             |
| --- | ----------------------- | --------- | ----------- | ----------------------------------------------------- |
| 1   | Al-Bahah                | Al-Bahah  | 9921 km²    | De provincie maakt onderdeel uit van de regio Hidjaz. |
| 2   | Al Hudud ash Shamaliyah | 'Ar'ar    | 111.797 km² |                                                       |
| 3   | Al Jawf                 | Al Jawf   | 100.212 km² |                                                       |
| 4   | Medina                  | Medina    | 151.990 km² | De provincie maakt onderdeel uit van de regio Hidjaz. |
| 5   | Al Qasim                | Buraidah  | 58.046 km²  | De provincie maakt onderdeel uit van de regio Nadjd.  |
| 6   | Riyad                   | Riyad     | 404.240 km² | De provincie maakt onderdeel uit van de regio Nadjd.  |
| 7   | Ash Sharqiyah           | Dammam    | 672.522 km² | De regio Al-Ahsa bevindt zich in deze provincie.      |
| 8   | Asir                    | Abha      | 76.693 km²  |                                                       |
| 9   | Hail                    | Hail      | 103.887 km² | De provincie maakt onderdeel uit van de regio Nadjd.  |
| 10  | Jizan                   | Jizan     | 11.671 km²  |                                                       |
| 11  | Mekka                   | Mekka     | 153.128 km² | De provincie maakt onderdeel uit van de regio Hidjaz. |
| 12  | Najran                  | Najran    | 149.511 km² |                                                       |
| 13  | Tabuk                   | Tabuk     | 146.072 km² |                                                       |

Deze zijn verdeeld in gemeenten (أمانة, amanah) en gouvernementen (محافظة, muḥāfaẓä). Deze zijn verder verdeeld in centra (مركز, markaz).